# Norbert A. Luyten
Norbert Alfons Luyten OP (* 8. August 1909 in Antwerpen; † 9. September 1986 in Freiburg im Üechtland) war ein belgischer Philosoph, der als Hochschullehrer tätig war.

## Leben
Luyten, Sohn des Pieter Louis und der Henrica Louise geb. Van Kuyk, trat 1927 in den Dominikanerorden ein. Nach der Priesterweihe 1933 und dem Theologie- und Philosophiestudium in Gent und Löwen erwarb er 1943 das Doktorat. Ab 1945 war er außerordentlicher Professor und von 1948 bis 1979 ordentlicher Professor der Naturphilosophie und Philosophischen Anthropologie an der Université de Fribourg. 1956 bis 1958 war er Rektor dieser Hochschule.
In den 1960er Jahren lehrte er im Rahmen der Casework- und Supervisionsausbildung nebenberuflich an der Akademie für Jugendfragen in Münster, vermittelt durch seine Doktorandin Veronica Kircher.
Luyten förderte den Dialog zwischen Naturwissenschaften, Philosophie und Religion. Zwischen 1972 und 1986 gab er die Sammlung Grenzfragen der Görres-Gesellschaft heraus. Philosophisch-theologisch war er Anhänger des Thomismus.

## Schriften (Auswahl)
- Universität und Weltanschauung. Festrede … gehalten am Dies Academicus der Universität Freiburg am 15. November 1957. Freiburg im Üechtland 1958, OCLC 231758020.
- Teilhard de Chardin. Eine neue Wissenschaft? Vorträge, gehalten im Rahmen des Lehrstuhls Kardinal Mercier am Institut Supérieur de Philosophie der Universität Löwen. Alber, Freiburg i. Br./München 1966, OCLC 312488328.
- Ordo rerum: Schriften zur Naturphilosophie, philosophischen Anthropologie und christlichen Weltanschauung. Freiburg im Üechtland 1969.
- Schriften zur Naturphilosophie (= Écrits sur la philosophie de la nature). Freiburg im Üechtland 1969.
- Schriften zur philosophischen Anthropologie (= Écrits sur l’anthropologie philosophique). Freiburg im Üechtland 1969.
- Mensch-Sein als Aufgabe. Freiburg im Üechtland 1985, ISBN 3-7278-0339-8.
- Ewigkeit des Menschen? Eine kritische Auseinandersetzung mit Theorien über das Leben nach dem Tod. Freiburg im Üechtland 1988, ISBN 3-7278-0560-9.